# Cordylodus
Genre
Cordylodus est un genre éteint de conodontes de l'ordre des Proconodontida et de la famille des Cordylodontidae.
C'est l'un des 14 genres de conodontes cités par Christian Heinrich von Pander dans sa monographie des poissons fossiles parue en 1856.

## Espèces
- †Cordylodus andresi
- †Cordylodus angulatus Pander, 1856
- †Cordylodus caboti
- †Cordylodus caseyi
- †Cordylodus drucei
- †Cordylodus excavatus Sweet et al., 1959
- †Cordylodus hastatus Barnes, 1988
- †Cordylodus intermedius Furnish, 1938
- †Cordylodus lindstromi Druce & Jones, 1971
- †Cordylodus primitivus
- †Cordylodus prion Lindström, 1955
- †Cordylodus proavus Müller, 1959
- †Cordylodus ramosus Hadding, 1913
- †Cordylodus rotundatus Pander, 1856
- †Cordylodus viruanus